# Hensonhäst
Hensonhästen är en hästras som utvecklats i Frankrike. Rasen är relativt ny då aveln inte påbörjades förrän år 1975. Idag avlas hästen uteslutet vid Sommebukten i norra Frankrike, i departementet Somme. De föds upp och hålls utomhus för att bli härdiga hästar och utvecklades främst för att användas som pålitliga ridhästar. 

## Historia
Hensonhästen började avlas först år 1975 och är därför en väldigt ny hästras som ännu inte helt fixerats. Rasen avlades fram på initiativ av bröderna Marc och Lionel Berquin genom att de startade en ideell förening för avel. Deras mål var att få fram en lätthanterlig ridhäst som kunde hållas utomhus året runt. Detta för att göra hästen så billig som möjligt att äga, samtidigt som hästen var flexibel nog för att både ridas av nybörjare, eller tävlas för den mer erfarne ryttaren. 
1982 startades den officiella föreningen Henson Horse Association, i samarbete med den lokala ridklubben Bay Somme Riders. I slutet av 1980-talet fick förening lovord av franska jordbruksdepartementet som uppmanade föreningen att fortsätta med aveln och behålla avelstraditionen att föda upp hästarna utomhus. Men hästarna fick sitt första uppsving först under början av 90-talet då Somme Bay Riders flyttade in i godset "Domaine du Marquenterre". De fick tillgång till godsets ägor som främst var våtmark, men där lät man hästarna ströva fritt.  

1995 delade man in hela hjorden i två flockar som märktes A eller B. A-flocken låstes för ytterligare inblandning av andra raser då man ansåg att det fanns tillräckligt med genetiskt material för att selektivt avla rena hensonshästar. Flock B var dock öppen för ytterligare inblandning av antingen fjordhäst eller ridhästar. 
Då rasen är så pass ny har den ännu inte helt fixerats, men på Hensonstuteriet i Frankrike håller man på att fixera egenskaperna och kravet är att Hensonhästen måste innehålla 25-50 % fjordhäst.  Hensonhästen blev dock erkänd som egen ras av franska jordbruksdepartementet i juli år 2003. 

## Egenskaper

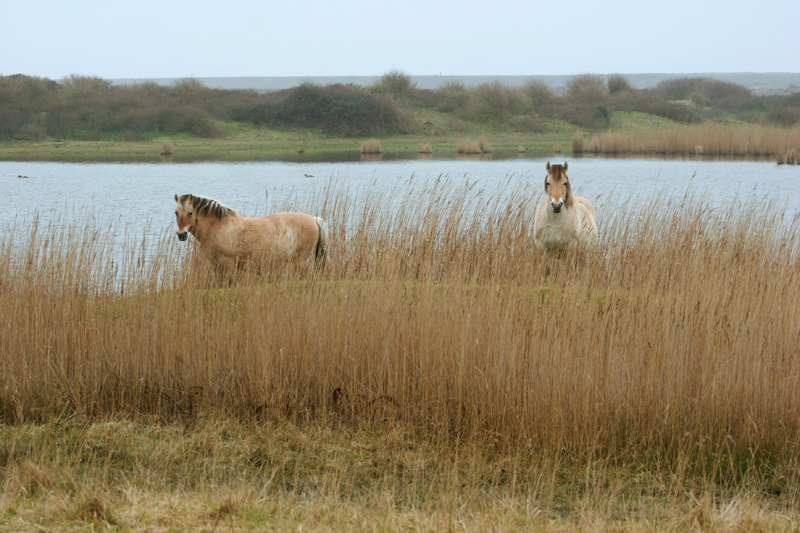
Hensonhästen lever i våtmarksområden i Somme, och uppvisar tydliga drag från Fjordhästar.

Hensonhästen liknar fjordhästen i utseendet och måste ha den karaktäristiska blacka färgen och den mörka ålen som går längs ryggraden. Ibland uppträder även zebraränder på hästens ben. Både ål och zebratecken är ett arv från fjordingen och är tecken på en primitiv ras. Hensonhästarna kan även ha lite hovskägg. Däremot är hensonhästarna mer högresta med en mankhöjd på ca 150-160 cm och har livligare rörelser, något som kommer från de ädlare ridhästar som korsas in. 
Hensonhästen ger ett intryck av en lugn och kompakt häst med korta ben och en grov nacke. Huvudet är rakt eller lätt utåtbuktande. Hästarna ska vara lätthanterliga, med ett lugnt humör eftersom de främst används som ridhästar inom turismen. Då de föds upp och hålls utomhus i ett lite kargare våtmarksområde och strandområde, är de härdiga, sunda och tåliga. Hästarna används även som körhästar, och i viss utsträckning inom ridsporten. 